# Thandie Newton
Melanie Thandiwe "Thandie" Newton (sinh ngày 6 tháng 11 năm 1972) là một nữ diễn viên người Anh. Cô đã xuất hiện trong một vài bộ phim Anh và Mĩ, và được biết đến trong vai Linda trong phim The Pursuit of Happyness, đóng vai Nyah Nordoff-Hall trong Nhiệm vụ: không Thể II và Christine trong vụ tai Nạn. Cô ấy đã nhận được một số giải thưởng, bao gồm một Giải thưởng BAFTA cho Nữ diễn viên phụ xuất sắc nhất Trong năm 2016, cô đang đóng vai một người máy, bà Maeve Millay trong HBO khoa học viễn tưởng-Tây, series phim truyền hình Westworld.

## Cuộc đời
Newton được sinh ra ở London, Anh, con gái của Nyasha, một người Zimbabwe, và Nick Newton, một chuyên viên phòng thí nghiệm và cũng là một nghệ sĩ. Nơi sinh của cô, đã được báo cáo một cách không chính xác là Zambia trong một vài tiểu sử nhưng cô đã khẳng định trong một vài cuộc phỏng vấn rằng cô ấy được sinh ra ở London. tên "Thandiwe" có nghĩa là "yêu" trong tiếng Ndebele, Zulu, tiếng Xhosa hoặc siSwati và "Thandie" là phát âm /ˈtændi/ trong tiếng Anh. Newton có nói mẹ cô là một công chúa người Shona, mặc dù cô ấy đã đề nghị không cần thêm bằng chứng để hỗ trợ tuyên bố này.
Về thời thơ ấu của cô, Newton đã nhận xét tại hội nghị TED, "Từ khoảng 5 tuổi, tôi đã nhận thức được rằng tôi không hòa đồng. Tôi là một đứa bé da đen trong một cộng đồng toàn người da trắng, trông một trường Công giáo được điều hành bởi các nữ tu. Tôi là một sự bất thường." Newton đã được chuyển đến London, Cornwall, và học nhảy tại Tring Park School for the Performing Arts. Newton đã nuôi dưỡng chủ nghĩa vô thần trong mình. Giữa năm 1992 và năm 1995, Newton đã tham dự Đại học Downing, Cambridge, nơi cô ấy học về nhân học xã hội. Cô ấy tốt nghiệp với 2:1.
Ở tuổi 16, cô bắt đầu một mối quan hệ sáu năm với đạo diễn người Úc John Duigan, người sau đó đã cho cô một vai trong phim Tán tỉnh-một phần tiếp theo của phim ông đã làm đạo diễn vào năm 1987, phim Những Năm Giọng nói của Tôi đã đột nhập, với các diễn viên Ben Mendelsohn và Noah Taylor.

## Nghề nghiệp
Sau bộ phim Tán tỉnh (Năm 1991), Newton đóng vai một nữ nô lệ trung thành tên "Yvette" trong phim do Brad Pitt sản xuất Cuộc phỏng vấn với Ma cà rồng Những Ma cà rồng Chronicles (năm 1994), bộ phim cũng có sự xuất hiện của Tom Cruise. Newton tiếp tục xuất hiện trong bộ phim của nhà sản xuất Merchant Ivory-Jefferson ở Paris  trong vai Sally Hemings, được đạo diễn bởi Jonathan Demme trong vở kịch kinh dị Yêu quý (năm 1998), trong đó cô trong vai một người phụ nữ trẻ bị tâm thần và tàn tật. Bộ phim cũng xuất hiện hai diễn viên chính là Oprah Sống và Danny Glover. Newton sau đó đóng vai chính là Nyah Hall, một lần nữa chống lại Cruise, trong Nhiệm vụ: không Thể II. Vai diễn tiếp theo của cô là trong một bộ phim kinh phí thấp: Đó Là một vụ tai Nạn, được viết bởi chồng cô, nhà biên kịch Ol Parker.

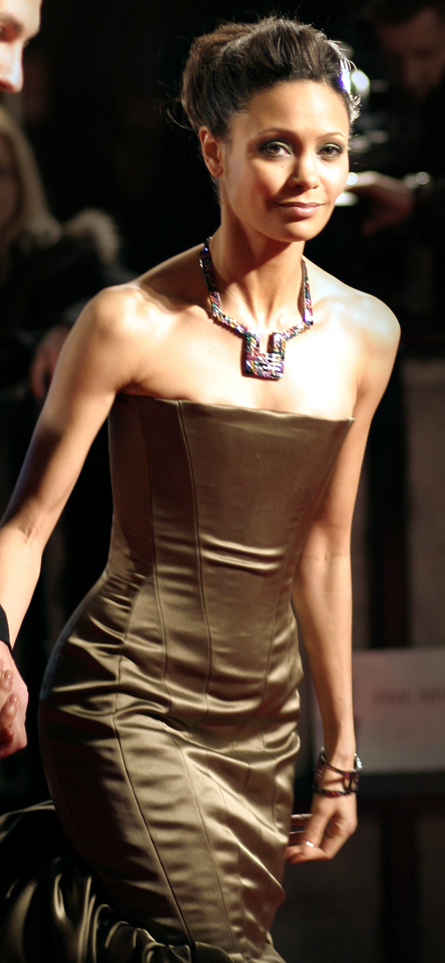
Newton tại BAFTAs năm 2007

Trong khoảng từ năm 2003 đến năm 2005, Newton đóng  vai Makemba "Kem" Likasu, người yêu và sau đó là vợ của Tiến sĩ John Carter trên sêri chương trình truyền hình Mỹ ER. Cô làm vai cho các tập cuối năm 2009. Trong năm 2004 cô cũng xuất hiện trong các phim buổi hòa nhạc và Sụp đổ. Newton đã đạt được trao tặng Giải thưởng BAFTA cho Nữ diễn viên phụ xuất sắc trong năm 2006 cho vai diễn của mình trong phim Vụ tai nạn. Cô đã đóng vai Chris Gardner, Linda Gardner, trong Việc theo Đuổi ý kiến. Cũng vào năm 2006, Newton đã tham gia lồng tiếng trên radio trong một vở kịch câm phiên bản cô bé Lọ Lem 
Trong năm 2007 Newton diễn cùng với Eddie Murphy trong phim hài Norbit  trong vai bạn gái của anh ta, và sau đó đối đầu với Simon Đức-bạn trai cũ của cô trong bộ phim hài năm 2008 Tại. Newton tiếp đó trong vai một cố vấn an ninh quốc gia Hoa Kỳ-sau đó thành thư Ký của Bang phủ trong phim W-bộ phim do Oliver Stone đạo diễn kể về tiểu sử của Tổng thống George Bush. Bộ phim được phát hành ngày 17 tháng 10 năm 2008.
Newton là một người dẫn chương trình tại Sân vận động Wembley vào ngày 7 tháng 7 năm 2007 cho các UK leg của Live Earth. Cô ấy đến để giới thiệu Al Gore trong buổi hòa nhạc, nhưng ông đã bị Newton trì hoãn, bỏ mặc cô đang kể một câu chuyện cười để giải trí cho các thính giả. Newton tiếp đó trong vai con gái của tổng thống Mĩ-Laura Wilson trong phim 2012, một bộ phim thảm họa giả tưởng được đạo diển bởi Roland và phát hành ngày 13 tháng 11 năm 2009.
Vào tháng 7 năm 2011 Newton giao một bài luận cho TED nói về việc "đón nhận sự khác biệt nhận bản thân." Cô ấy đã thảo luận về việc tìm kiếm cho mình "người đặc biệt" như một đứa trẻ lớn lên trong hai nền văn hóa khác biệt, và như một nữ diễn viên đóng vai nhiều người khác nhau. Vào năm 2012, cô đóng phim cùng với Tyler Perry trong bộ phim tình cảm Việc Tốt. Trong 2013 Newton đóng vai chính trong Rogue, bộ phim khởi đầu đầu tiên cho Các Khán giả Mạng. Cô bỏ Rogue trong mùa thứ ba. Trong năm 2015 cô đóng vai chính trong một sêri phim phụ của Mỹ-Tát.

## Cuộc sống cá nhân
Newton cưới một nhà văn anh, giám đốc và nhà sản xuất Ol Parker trong năm 1998. Họ có ba đứa con: Ripley (sinh năm 2000) và Nico (sinh năm 2004) và con trai Jombe (sinh năm 2014). Cô con gái đã được đặt tên theo nhân vật Ellen Ripley trong phim người Ngoài hành tinh và theo tên ca sĩ Nico. Newton đã sinh tại nhà tất cả ba đứa con của mình. Cô ấy ăn chay và được PETA đặt tên là"người ăn chay quyến rũ của năm 2014" tại Anh.
Vào năm 2006 Newton đã đóng góp một lời tựa cho cuốn sách  We Wish: Hopes and Dreams of Cornwall's Children, một cuốn sách trẻ em viết được công bố trong sự trợ giúp của NSPCC. Ở trong đó, cô đã viết rõ về thời thơ ấu và những kỷ niệm lớn lên ở Cornwall, và cái cách mà di sản văn hóa sôi động của hạt làm cho cô ấy dễ dàng để "làm giàu mọi tình huống với những lớp của phép thuật và ý nghĩa."
Trong năm 2007 Newton bán chiếc xe BMW x 5 gần như mới và thay thế nó với một chiếc Toyota sau khi hòa bình Xanh lấy một cái nhãn đề: "Chiếc xe chạy xăng 4x4 này đang gây ra biến đổi khí hậu" dán trên xe BMW.
Trong năm 2008 Newton đã đến thăm khu vực nghèo bị ảnh hưởng mạnh Mali, mô tả nó như một "kinh nghiệm khiêm nhường." Cô thăm các làng của Nampasso trong vùng Ségou của đất nước. Trong 2013 Newton dẫn đám đông tham gia One Billion Rising ở London, để kết thúc bạo lực, cho công lý, bình đẳng giới.
David Schwimmer (người đạo diễn phim Tại) gọi là nữ diễn viên "nữ hoàng của đùa thực tế." Newton đã thể hiện một mối quan hệ đối Phật giáo.
Vào năm 2016, Newton nói cô ấy là nạn nhân của một giám đốc, người mà liên tục chiếu một đoạn video cho bạn bè của mình mà cô đang trong một tư thế khiêu dâm để thử vai vào những ngày mà cô còn là một thiếu niên

## Đóng phim

### Phim
| Năm  | Tựa đề                                             | Trong vai             | Chú thích |
| ---- | -------------------------------------------------- | --------------------- | --- |
| 1991 | Flirting                                           | Thandiwe Adjewa       | |
| 1993 | The Young Americans                                | Rachael Stevens       | |
| 1994 | Loaded                                             | Zita                  | |
| 1994 | Interview with the Vampire: The Vampire Chronicles | Yvette                | |
| 1995 | Jefferson in Paris                                 | Sally Hemings         | |
| 1995 | The Journey of August King                         | Annalees              | |
| 1996 | The Leading Man                                    | Hilary Rule           | |
| 1997 | Gridlock'd                                         | Barbara "Cookie" Cook | |
| 1998 | Besieged                                           | Shandurai             | Đề cử – Black Reel Award for Best Actress |
| 1998 | Beloved                                            | Beloved               | Đề cử – NAACP Image Award for Outstanding Supporting Actress in a Motion Picture Đề cử – Satellite Award for Best Supporting Actress - Motion Picture |
| 2000 | Mission: Impossible II                             | Nyah Nordoff-Hall     | Đề cử – Blockbuster Entertainment Award for Favourite Female - Newcomer Đề cử – Empire Award for Best British Actress Đề cử – NAACP Image Award for Outstanding Supporting Actress in a Motion Picture Đề cử – Razzie Award for Worst Supporting Actress |
| 2000 | It Was an Accident                                 | Noreen Hurlock        | |
| 2002 | The Truth About Charlie                            | Regina Lambert        | Đề cử – Black Reel Award for Best Actress Đề cử – NAACP Image Award for Outstanding Actress in a Motion Picture |
| 2003 | Shade                                              | Tiffany               | |
| 2004 | The Chronicles of Riddick                          | Dame Vaako            | |
| 2004 | Crash                                              | Christine             | BAFTA Award for Best Actress in a Supporting Role Black Reel Award for Best Ensemble Broadcast Film Critics Association Award for Best Cast Empire Award for Best Actress Hollywood Film Festival Award for Ensemble of the Year London Film Critics Circle Award for British Supporting Actress of the Year Phoenix Film Critics Society Award for Best Cast Satellite Award for Best Cast – Motion Picture Screen Actors Guild Award for Outstanding Performance by a Cast in a Motion Picture Washington D.C. Area Film Critics Association Award for Best Ensemble Cast Đề cử – BET Award for Best Actress Đề cử – Black Movie Award for Outstanding Performance by an Actress in a Supporting Role Đề cử – Black Reel Award for Best Supporting Actress Đề cử – Gotham Award for Best Ensemble Cast Đề cử – NAACP Image Award for Outstanding Supporting Actress in a Motion Picture |
| 2006 | The Interrogation of Leo and Lisa                  | The Mona Lisa         | Short film |
| 2006 | The Pursuit of Happyness                           | Linda                 | Đề cử – NAACP Image Award for Outstanding Supporting Actress in a Motion Picture |
| 2007 | Norbit                                             | Kate Thomas           | |
| 2007 | Run Fatboy Run                                     | Libby                 | |
| 2008 | RocknRolla                                         | Stella                | |
| 2008 | How to Lose Friends & Alienate People              | Herself               | |
| 2008 | W.                                                 | Condoleezza Rice      | |
| 2009 | 2012                                               | Laura Wilson          | |
| 2010 | Huge                                               | Kris                  | |
| 2010 | Vanishing on 7th Street                            | Rosemary              | |
| 2010 | For Colored Girls                                  | Tangie                | Black Reel Award for Best Ensemble Đề cử – Black Reel Award for Best Actress |
| 2011 | Retreat                                            | Kate                  | |
| 2012 | Good Deeds                                         | Lindsey Wakefield     | |
| 2013 | Half of a Yellow Sun                               | Olanna                | |
| 2017 | American Express                                   | Post-production       | |

### Truyền hình
| Năm           | Tiêu đề                     | Vai trò              | Ghi chú |
| ------------- | --------------------------- | -------------------- | --- |
| Năm 1991      | Cướp Biển Prince            | Becky Newton         | Phim truyền hình                                                                                              |
| Năm 1997      | Trong Những Giấc Mơ Của Bạn | Clare                | Phim truyền hình                                                                                              |
| 2003-09       | ER                          | Makemba "Kem" Likasu | |
| 2006          | Cha Mỹ!                     | Makeva               | Tập: "Roger Một Người Nào"                                                                                    |
| 2013-15       | Rogue                       | Grace Travis         | Phim TRUYỀN hình                                                                                              |
| 2015          | Tát                         | Aisha                | Phim TRUYỀN hình                                                                                              |
| 2016–hiện tại | Westworld                   | Maeve Millay         | Phim TRUYỀN hình Chờ – phê bình lựa Chọn Truyền hình giải Thưởng nữ diễn Viên xuất sắc trong một Phim, (2017) |